# Тадахиро Номура
Тадахиро Номура е джудист от Япония.
Роден е в семейство на джудист. Дядо му е бил местният иструктор по джудо, а баща му е бил треньор на Шинджи Хосокава, който печели златен медал на летните олимпийски игри през 1984 г. Чичото на Номура е Тойоказу Номура, също златен медалист на летните олимпийски игри в (-70 кг) разделението, 1972 г.
Номура започва да учи джудо при дядо си, в кодокан доджо от 4-годишна възраст. Той е успешен в няколко състезания на местно и национално ниво по време на гимназията и младши гимназията, и влезе Tenri университет през 1993 г. Печели джудо първенства в цяла Япония през април 1996 г., за да получи място в японския олимпийски отбор за Летните олимпийски игри, проведени в Атланта, САЩ през 1996 г. Въпреки че е сравнително непознат на световно ниво по онова време, печели първия си олимпийски златен медал на 26 юли 1996 г., побеждавайки Джироламо Giovinazzo от seoi наге.
Номура отново печели джудо първенства в Япония през 1997 г. и златен медал на 1997 световно джудо първенство в Париж, засилвайки позицията си като премиерен конкурент. След като печели джудо първенства в Япония за трета поредна година през 1998 г., контузва лявото си коляно в Джигоро Кано – състезание взе купа за полуфиналите на 9 януари 1999 г., и е бил принуден да се оттегли от състезанието. Той не е участвал в състезания до края на годината, за да се възстанови от тази травма и да завърши степен по здравно образование.
Nomura направи завръщането си в джудо първенства в цяла – Япония през 2000 г., спечели конкурса за трети път за да спечели втора екскурзия до Олимпиадата. Той стана първият -60 кг разделение състезателя да спечели последователни олимпийски златни медала на 16 септември 2000 г. от победата над Jung Bu – Kyung на Южна Корея от Sumi otoshi само 14 секунди след началото на мача.
Nomura женен бивш модел Yoko Sakai през май 2001 г. Той спечели джудо първенства All- Япония за първи път от три години (четвърти общата печалба) през април 2003 г., за да преминете към World джудо шампионат, където той направи разочароващо бронзов медал покритие 2003. Той спечели японските граждани за втора поредна година (пета общата печалба) през април 2004 г., което му дава възможност да се търси безпрецедентен трети пореден златен олимпийски медал на летните олимпийски игри в Атина през 2004 г. 14 август 2004 г. се постигне този подвиг с победа над Nestor Khergiani на Грузия. Това направи Nomura единственият олимпийски джудо практикуващия да спечели три поредни златни медала, а първият олимпийски състезател от Азия, за да спечели три поредни златни медала в никаква конкуренция. Това бе и 100- златен медал, спечелен от Япония в Летните олимпийски игри.
Nomura не е участвал в състезания по джудо след олимпийския финал на 2004 г., но на 10 януари 2006 г., той обяви намерението си да търси четвърти пореден златен медал на летните олимпийски игри в Пекин 2008 г. Той направи завръщането си с победа на международния турнир се проведе в Чехия, и спечели джудо първенства All- Япония за шести път през 2007 г. През 2008 г., обаче, Nomura успя да се класира за Олимпийските игри през 2008 г., когато на 5 април, той бе победен от Дайсуке Асано в полуфиналите на категория 60 кг – в Националния Тегло Class Invitational турнир, който представляваше последната възможност да се вкопчвам в Вез като японския спортист в – шестдесеткг категория. Един ден след поражението си, Nomura го направи известен, чрез говорител, намерението си да се оттегли от конкурентна джудо. На 25 април той претърпя операция на коляното, въпреки че тя остава известно дали тази травма може да играе никаква роля в неговото неочаквано елиминиране от гореспоменатата олимпийски квалификациите.
Той обяви, че ще продължи кариерата си и възнамерява да се класира за олимпиадата в Лондон 2012 г.